# La Petite Dernière (film)
Cet article concerne le film. Pour le roman original, voir La Petite Dernière.
Pour plus de détails, voir Fiche technique et Distribution.
La Petite Dernière est un film dramatique germano-français réalisé par Hafsia Herzi et sorti en 2025.
Le film est sélectionné en compétition officielle au Festival de Cannes 2025 et remporte le prix d'interprétation féminine pour Nadia Melliti et la Queer Palm.
Il s'agit de l'adaptation du roman éponyme de Fatima Daas, publié en 2020.

## Synopsis
Fatima, la fille cadette d'une famille d'immigrés algériens, grandit dans une banlieue parisienne. Les thèmes de l'amour et de la sexualité sont tabous pour elle. Lorsqu'elle quitte le lycée de banlieue pour se préparer à ses études, elle commence à prendre ses distances avec sa famille. Fatima découvre de nouveaux projets de vie et découvre son homosexualité, ce qui l'amène assez vite à sortir du placard. Cela entraîne un conflit avec sa famille, sa foi musulmane et avec elle-même,,.

## Fiche technique
- Titre original : La Petite Dernière[4],[1]
- Réalisation : Hafsia Herzi
- Scénario : Hafsia Herzi, d'après La Petite Dernière de Fatima Daas, publié en 2020[5].
- Photographie : Jérémie Attard
- Montage : Dirk Meier
- Musique : Amine Bouhafa
- Décors : Dièné Bérété
- Production : Julie Billy, Naomi Denamur
- Sociétés de production : Katuh Studio, June Films, Arte France Cinéma, en association avec 3 SOFICA
- Société de distribution : Ad Vitam (France)[6]
- Format : couleurs
- Pays de production :  France -  Allemagne
- Langue originale : français
- Genre : drame
- Durée : 106 minutes
- Dates de sortie : 
  - France : mai 2025 (festival de Cannes 2025) ; 22 octobre 2025 (sortie nationale)[6]

## Distribution
- Nadia Melliti : Fatima
- Park Ji-Min : Ji-Na
- Amina Ben Mohamed : Kamar
- Mélissa Guers : Nour
- Rita Benmannana : Dounia
- Razzak Ridha : Ahmed
- Louis Memmi : Benjamin
- Waniss Chaouki : Tarik
- Anouar Kardellas : Nacer
- Joven Etienne : Joven
- Mali Dembele : Madi
- Mahamadou Sacko : Rayan
- Ahmed Kheloufi : Adel
- Pascal Chanez : Professeur Prévost
- Sophie Garagnon : Ingrid
- Julia Muller : Aurélia
- Nemo Schiffman : Yann
- Gabriel Donzelli : Nino
- Vincent Pasdermadjian : Vincent
- Mouna Soualem : Cassandra
- Victorien Bonnet : Hugo
- Jade Fehlmann : Jade
- Gioia Farisano : Gabrielle
- Julie Chaintron : la professeure au lycée
- Ahmet Insel : le professeur à la fac
- Abdelali Mamoun : l'Imam
- Claude-Emmanuelle Gajan Maull : Claude DJ

## Production
La Petite Dernière est le troisième long métrage de l'actrice et réalisatrice Hafsia Herzi. Elle a également écrit le scénario d'après le roman éponyme de Fatima Daas, qui a été primé. Le film est une production de la société française June Films (production : Julie Billy, Naomi Denamur) et de la société allemande Katuh Studio (Vanessa Ciszewski), ainsi que de ZDF/Arte France Cinéma.

## Distinctions

### Récompenses
- Festival de Cannes 2025 :
  - Queer Palm[8]
  - Prix d'interprétation féminine pour Nadia Melliti

### Sélections
- Festival de Cannes 2025 : sélection officielle, en compétition[9]